# Darbouka
La darbouka (ou tabukaaa ou derbouka ou derbaké) est un instrument de percussion à son déterminé faisant partie des membranophones. Selon ses variantes, c'est un vase étranglé en son milieu et recouvert à l'une de ses extrémités d'une membrane, répandu dans toute l'Afrique du Nord, l'Afrique Subsaharienne, le Moyen-Orient et les Balkans.
Elle daterait de 1100 av. J.-C. et elle est l'un des principaux instruments de percussion du monde arabo-musulman. Elle est liée au zarb persan (appelé aussi tombak) dont des versions en céramique existent encore.
Les joueurs de darbouka sont appelés les derbkis .
La darbouka fait partie des percussions mentionnées dans l'instrumentarium des Troyens de Berlioz. Elle est employée pour accompagner la danse des esclaves nubiennes, à l'acte IV de cet opéra.
De nos jours elle est souvent présente dans les mariages ou moments de fête

## Facture
Elle est traditionnellement faite en terre cuite ou céramique, mais des versions en métal (aluminium) ou plus rarement en bois sont apparues du fait de sa fragilité. D'une taille moyenne de 30 à 60 cm de hauteur pour 15 à 40 cm de diamètre, elle se décline en des tailles très variables. Elle est recouverte d'une peau animale (chèvre ou poisson) ou de plastique. Les premières nécessitent d'être chauffées (par friction de la main ou au feu) afin d'obtenir une tension correcte avant utilisation. Dans les pays africains, certaines personnes utilisent le sable (qui absorbe l'humidité) pour tendre la peau des derboukas et des bendirs.
Alors que les corps en céramique sont souvent considérés comme produisant le meilleur son, les corps métalliques et en peaux synthétiques sont généralement préférés par les professionnels, du fait de leur solidité (donc longévité) et de l'indépendance de leur sonorité vis-à-vis des conditions climatiques (humidité). De plus, les derboukas en matériaux modernes produisent un son plus puissant et plus clair, ce qui les rend plus attrayantes dans les musiques modernes. Enfin, elles sont facilement accordables au moyen de vis.

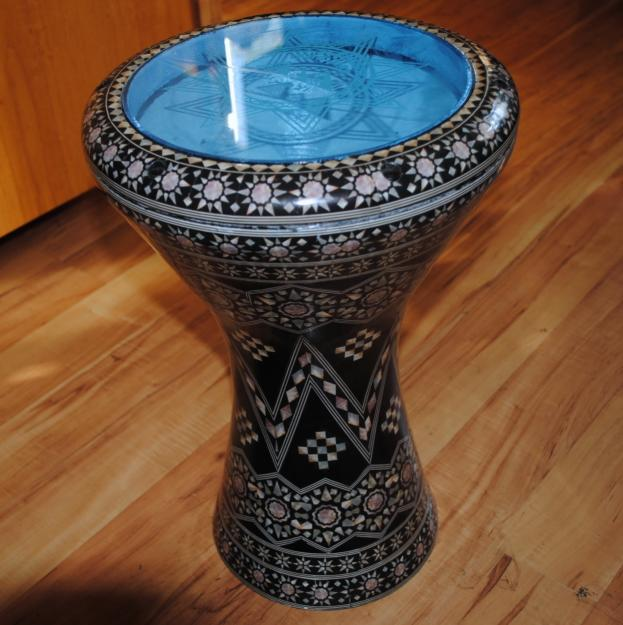
Darbouka d'apparat d'origine égyptienne en céramique recouverte d'une « peau » de plastique
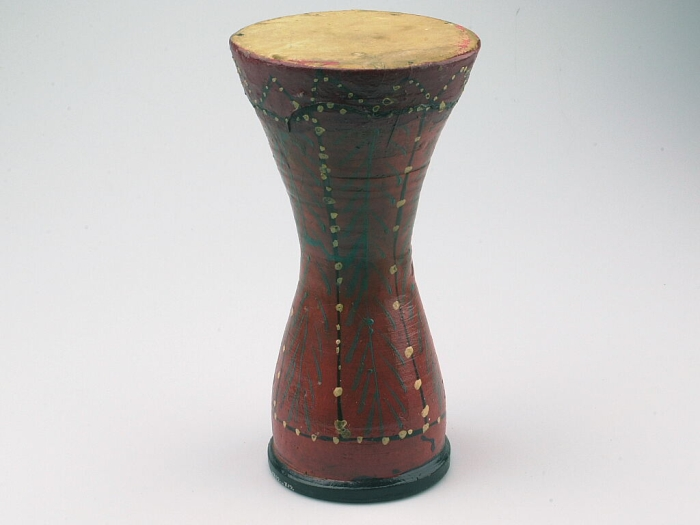
Darbouka en terre cuite et cuir décorée de pigments colorés originaire du Maroc (Tropenmuseum, Amsterdam, Pays-Bas)
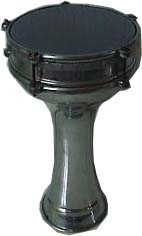
Darbouka turque en aluminium et peau synthétique

## Techniques de jeu

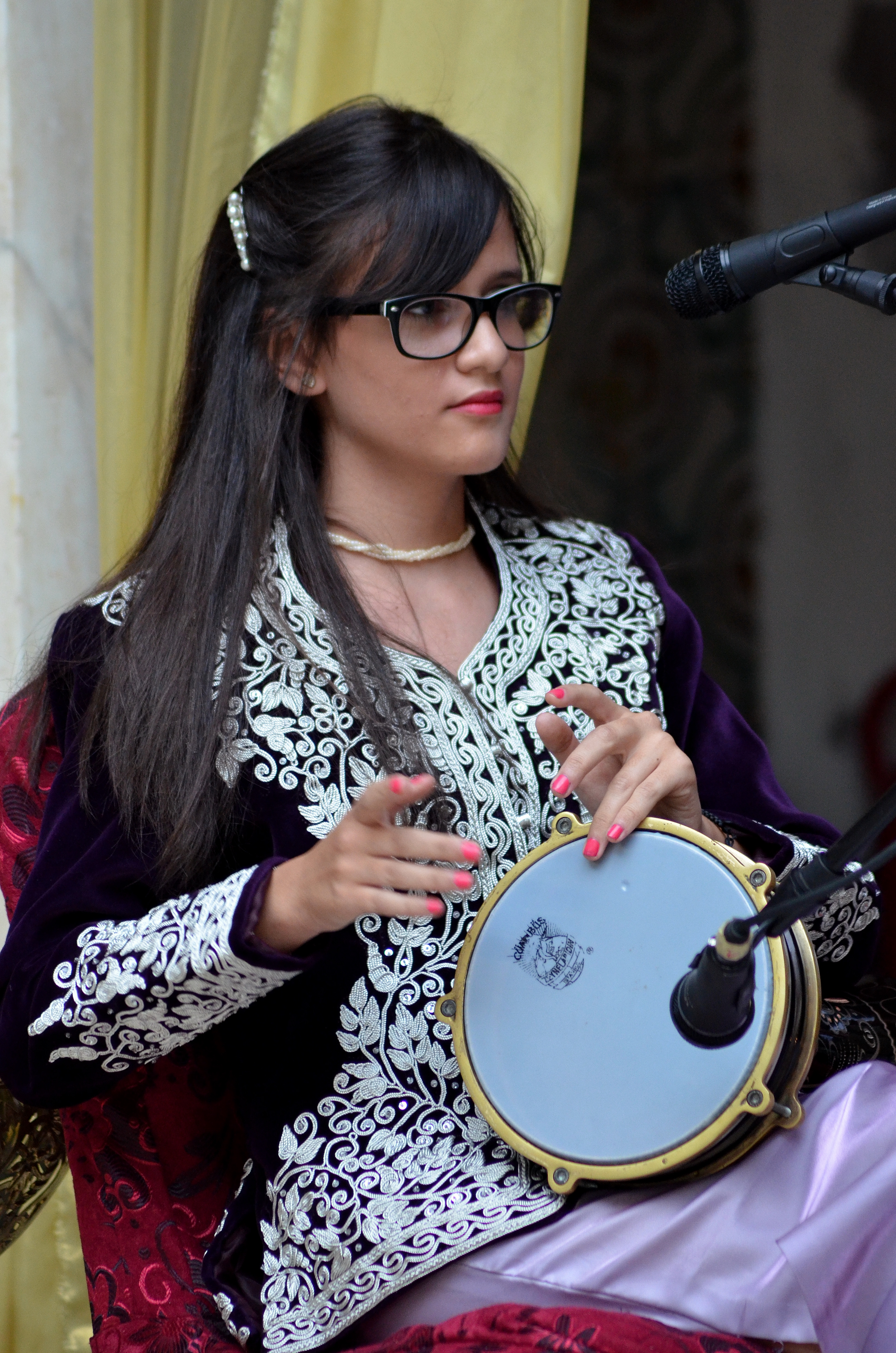
Jeune fille jouant de la darbouka à Constantine (Algérie).

Du fait de son développement dans différents répertoires, et aires géographiques (on parle tout de même de plusieurs pays de la Méditerranée (y compris la France), des Balkans, Moyen-orient, Asie centrale, péninsule arabique, Indonésie entre autres, et ayant de nombreuses parentés techniques avec d'autres instruments comme le Zerbaghali afghan, le tombak (zarb) - on ne peut résumer les techniques à simplement une forme par pays mais plus fortement à des modes et tendances qui combinent une manière de faire durant une époque ainsi que sa facture instrumentale.
N'oublions pas également que grâce aux réseaux sociaux et plateformes (dont YouTube) les échanges stylistiques, techniques , rythmiques forment un des pans essentiels du développement de l'instrument.
Mais dans sa globalité on distingue une tendance : l'instrument se place en position horizontale à cheval sur la jambe gauche, le coude gauche bloquant l'arrière du corps de la darbouka contre la jambe, le bord de la paume de la main gauche épousant le bord de la tête de l'instrument, laissant les doigts libres pour frapper la peau. L'axe de la main droite doit être à peu près perpendiculaire à celui du bras qui repose sur l'instrument. En se fiant au cadran d'une horloge, dans le cas des joueurs droitiers, la main droite doit être placée à neuf heures, et la main gauche à midi, avec le droit d'être en retard ou en avance sur l'horloge .
Les deux bras et poignets doivent être souples, pour pouvoir gagner en lourdeur et donc en son et dextérité.
En pratique, les joueurs de darbouka utilisent des instruments différents,tantôt en poterie et peau (raie/chèvre/veau/chamois etc.. - suivant les bêtes disponibles) ou en peau synthétique avec un fut en fonte d'aluminium (tendance issue des productions post guerre de la facture instrumentale). 
La darbouka accompagne différents répertoires populaires comme classiques suivant les périodes, et les modes. 
Concernant les techniques de frappes, il en existe trois de base et de nombreuses autres dépendant du style régional et du type de son désiré :
- le « DOUM » est le son le plus grave, obtenu en frappant le centre de la peau ;
- le « TAK » est celui obtenu en frappant le bord droit de la peau à l'aide du majeur (ou de l'annulaire pour des ornements complémentaires), le but étant de toucher la peau le plus à l'extérieur possible pour obtenir un son bref et aigu ;
- le « S » est la frappe généralement effectuée avec l'annulaire de la main gauche au bord de la peau. Le « S » équivaut également à un silence. Il peut être joué ou pas. Les bases de rythme étant jouées avec la main forte (en général la droite), le « S » revient donc à orner un rythme et ne fait donc pas sa signature ;
- le claqué effectué avec la main maîtresse (droite pour les droitiers) est effectué avec l'ensemble des doigts regroupés, et légèrement pliés à la manière d'une « gifle », appelé KEF ou tak intérieur et donnant un son sec et court ;
- le « RA », appelé aussi « FERK » est le roulement effectué avec les doigts l'instrument ;
- de nombreuses autres frappes, comme le « MA » par exemple, existent aussi.

Il existe plusieurs techniques de jeu, qui se rejoignent sur certains points, mais qui permettent de distinguer les écoles arabes des écoles turques. Il y a en outre des variations régionales importantes, comme en Égypte (où l'instrument est appelé tabla). Ainsi dans les techniques de roulements et ras, figures de style importantes, les coups devant être très rapides, il y a une certaine technique à appliquer pour éviter les crispations... Tout est basé sur la façon de doubler les notes de chaque main qu'il est utile d'étudier car n'ayant pas la même sonorité, le jeu en sera d'autant plus « coloré » :
- les Arabes ont tendance à utiliser le rebond du doigt (à la manière du contrôle stick des batteurs), mais comme il ne s'agit pas de baguettes, on peut imaginer la souplesse extrême que ça demande, car il faut sentir le poids de ses doigts (voir Hossam Ramzy).Ou avec des baguettes.

- les Turcs optent plus pour un balancement latéral du poignet, les frappes étant assurées alternativement par l'index et l'annulaire ou le petit doigt. Le majeur est donc l'axe du mouvement. En pratique, il faut s'imaginer tenant un tournevis et dévissant horizontalement. Gardant ce mouvement de poignet, on déplie ses doigts souplement et on tente de taper sur la peau en balançant la main de gauche à droite (index en premier). Là aussi, il faut être rapide mais détendu et sentir le poids de ses doigts (voir Misirli Ahmet ou Onur).

Chaque pays a ses rythmes préférés et sa manière propre de les jouer et de les composer avec d'autres percussions ou instruments mélodiques. On pourra remarquer aussi une différence de style entre un musicien turc et égyptien, mais aussi entre un musicien populaire et un autre plus académique. Certains musiciens bulgares utilisent aussi une fine baguette.
Les rythmes les plus connus sont Masmoudi, Maksoum, Malfouf, Zindali, Karsilama, Saîdi, Goubahi, Mesaraf, Bourdjila, Mezdaoudj[pas clair].
D'autres percussions orientales très populaires sont souvent jouées avec la darbouka : le bendir (tambour sur cadre), le riqq (petit tambourin), les sagattes (cymbalettes) et le tbal.

## Rythmes célèbres
| Nom                | Rythme |
| ------------------ | ------ |
| Alaoui (Algerie)   | 2/4    |
| Ayoub              | 4/4    |
| Barouel ou Malfouf | 2/4    |
| Maksoume           | 4/4    |
| Masmoudi saghir    | 4/4    |
| Wahda kabira       | 4/4    |
| Goubahi (Algérie)  | 2/4    |
| Zendali (Algerie)  | 12/8   |
| Kabyle (Algerie)   | 4/4    |
| Chaoui (Algerie)   | 12/8   |
| Touareg (Algerie)  | 4/4    |
| Berouali (Algérie) | 6/8    |
| chaâbi (Algérie)   | 4/4    |
| chaâbi Maroc       | 12/8   |